# Willem van Brandenburg
Willem van Brandenburg (overleden nabij Prizlava op 10 september 1056) was van 1044 tot aan zijn dood graaf van Haldensleben en markgraaf van de Noordmark. 

## Levensloop
Willem was vermoedelijk een zoon van Bernard II van Brandenburg en diens onbekend gebleven echtgenote. Na de dood van zijn vader omstreeks 1044 werd hij graaf van Haldensleben en markgraaf van de Noordmark.
In 1056 werd hij door keizer Hendrik III naar de burcht van Prizlava aan de Elbe gestuurd om te vechten tegen de Westelijke Slaven. Aan zijn zijde vochten onder andere Diederik I van Katlenburg en Bernhard van Domersleben. Het Saksische leger werd vernietigend verslagen en Willem en vele andere edelen sneuvelden.
Het is niet bekend of Willem gehuwd was of kinderen had. Na zijn dood beleende keizer Hendrik III graaf Lothar Udo I uit het huis Stade met de Noordmark. Het laatste mannelijke familielid van Willem, zijn halfbroer Otto, verzette zich hiertegen, maar zonder succes.